# ユーザースクリプト
ユーザースクリプト（英: Userscript）とは、通常JavaScriptで記述され、ウェブページを改造してブラウジングを強化するためのプログラムである。これには、ショートカットボタンやキーボードショートカットの追加、再生速度の制御、サイトへの機能追加、ブラウジング履歴の強化などの用途が含まれる。
デスクトップブラウザ、例えばFirefoxでは、ユーザースクリプトはGreasemonkeyのようなユーザースクリプトマネージャのブラウザ拡張機能を使う。PrestoベースのOperaがサポートするユーザースクリプト (ユーザーJavaScriptとして参照) は、指定されたディレクトリに配置される。ユーザースクリプトはしばしばGreasemonkeyスクリプトと呼ばれるが、これはFirefoxのオリジナルユーザースクリプトマネージャーにちなんで名付けられたものである。
ウィキペディアでは、登録利用者向けにユーザースクリプト機能が有効化されており、この機能によりユーザーは百科事典のページの編集や閲覧を強化するためのユーザースクリプトをインストールすることができる。

## ユーザースクリプトマネージャ
ユーザースクリプトマネージャは、スクリプトを管理するためのユーザーインターフェースを提供するブラウザ拡張機能および強化ブラウジング技術の一種である。ユーザースクリプトマネージャの主な目的は、ウェブページが読み込まれるときにスクリプトを実行することである。ユーザースクリプトマネージャが行う最も一般的な操作には、スクリプトのダウンロード、作成、インストール、整理、削除、編集、およびスクリプト権限の変更（例えば、例外ウェブサイト）が含まれる。

## ユーザースクリプトリポジトリ
ユーザースクリプトの一面には、それらを共有することができるという特徴がある。ユーザースクリプトはユーザースクリプトのリポジトリにアップロードすることができ、そこで他のユーザーがダウンロードできるようになる。
歴史的には（おおよそ2005年から2011年頃）、アメリカのプログラマーであるジェシー・アンドリュースによって作られたuserscripts.orgが、ユーザースクリプトのリポジトリとしては最大のものだった。時間と共に、このサイトはさまざまなメンテナの間で移行され、最終的には2014年5月に完全にオフラインとなった。現在残っているのはミラーサイトのみで、これはアーカイブ目的には役立っている。
userscripts.orgコミュニティで最も活動的な一部の寄稿者がOpenUserJSを作成し、現在も活発に使用されている。また、カナダのプログラマージェイソン・バーナベによって主に開発・維持されているリポジトリであるGreasy Forkも利用可能。
GreasemonkeyとTampermonkey拡張機能のユーザーは、任意の場所から.user.jsスクリプトをインストールすることができる。